# Кривохижа Юрій Іванович
Юрій Іванович Кривохижа (біл. Юрый Іванавіч Крівохіжа; 30 травня 1968, Мінськ, Білоруська РСР, СРСР) — перший білоруський хокеїст, якого обрали на драфті Національної хокейної ліги. Грав за національні збірні СРСР і Білорусі. Учасник двох чемпіонатів світу.

## Спортивна кар'єра
| Команда                   | Роки      | Ліга                             |
| ------------------------- | --------- | -------------------------------- |
| «Динамо» (Мінськ)         | 1985—1988 | Перша ліга СРСР                  |
| «Динамо» (Мінськ)         | 1988—1991 | Вища ліга СРСР                   |
| «Спринфілд Індіанз»       | 1992—1993 | Американська хокейна ліга        |
| «Детройт Фелконз»         | 1992—1994 | Колоніальна хокейна ліга         |
| «Мілвокі Адміралс»        | 1993—1994 | Інтернаціональна хокейна ліга    |
| «Cincinnati Cyclones»     | 1994—1995 | Інтернаціональна хокейна ліга    |
| «Детройт Вайперс»         | 1995—1996 | Інтернаціональна хокейна ліга    |
| «Індіанаполіс Айс»        | 1995—1996 | Інтернаціональна хокейна ліга    |
| «Michigan K-Wings»        | 1996—1997 | Інтернаціональна хокейна ліга    |
| «Форт-Вейн Кометс»        | 1996—1997 | Інтернаціональна хокейна ліга    |
| «Kentucky Thoroughblades» | 1997—1998 | Американська хокейна ліга        |
| «Johnstown Chiefs»        | 1997—1998 | Хокейна ліга Східного узбережжя  |
| «Сєвєрсталь» (Череповець) | 1998—1999 | Чемпіонат Росії                  |
| «Арканзас Рівер Блейд»    | 1999—2000 | Хокейна ліга Східного узбережжя  |
| «Ейр Скоттіш Іглз»        | 1999—2000 | Британська хокейна суперліга     |
| «Лінц»                    | 2000—2001 | Австрійська хокейна ліга         |
| «Anchorage Aces»          | 2001—2002 | Хокейна ліга Західного узбережжя |

## Досягнення
- Віце-чемпіон молодіжного чемпіонату світу 1988 року

## Статистика
У складі юнацької і молодіжної команд на першостях світу та Європи:
| Рік  | Команда    | Турнір | Місце |   | І | Г | П | О  | ШХ |
| ---- | ---------- | ------ | ----- | - | - | - | - | -- | -- |
| 1986 | СРСР (U18) | ЮЧЄ    | 4-е   | 5 | 2 | 0 | 2 | 6  |    |
| 1988 | СРСР (U20) | МЧС    | 2-е   | 7 | 0 | 3 | 3 | 10 |    |

У складі першої збірної СРСР:
| №  | Дата       | Місце      | Турнір          | Суперник       | Рахунок | Голи                                                                                         |
| -- | ---------- | ---------- | --------------- | -------------- | ------- | -------------------------------------------------------------------------------------------- |
| 1  | 16.12.1988 | Москва     | Приз «Известий» | Канада         | 7:1     | Черних, Фетісов, Касатонов, Крутов, Масленников (2), Нємчинов — Грівз                        |
| 2  | 18.12.1988 | Москва     | Приз «Известий» | Фінляндія      | 5:2     | Каменський, Крутов, Макаров (2), Нємчинов — Ярвінен, Віландер                                |
| 3  | 20.12.1988 | Москва     | Приз «Известий» | Швеція         | 3:0     | Крутов (2), Яшин                                                                             |
| 4  | 21.12.1988 | Москва     | Приз «Известий» | Чехословаччина | 6:1     | Биков, Хмильов, Хомутов (2), Константинов, Макаров — Божик                                   |
| 5  | 07.02.1989 | Гетеборг   |                 | Швеція         | 4:3     | Федоров, Касатонов, Хмильов, Ковальов — Нільссон (2), Бергквіст                              |
| 6  | 25.03.1989 | Йоенсуу    |                 | Фінляндія      | 6:0     | Биков (2), Черних, Ковальов, Макаров (2)                                                     |
| 7  | 27.05.1989 | Токіо      | Кубок Японії    | Чехословаччина | 2:2     | Бякін, Каменський — Ружичка, Валєк                                                           |
| 8  | 28.05.1989 | Токіо      | Кубок Японії    | Японія         | 10:6    | Буре, Биков, Каменський, Хмильов, Ковальов, Малахов, Масленников, Нємчинов (2), Стельнов — ? |
| 9  | 30.10.1989 | Острава    |                 | Чехословаччина | 5:2     | Чистяков, Федоров, Ковальов, Семенов, Зелепукін — Світек, Ружичка                            |
| 10 | 31.10.1989 | Готвальдов |                 | Чехословаччина | 1:3     | Федоров — Цігер, Щербан, Кучера                                                              |
| 11 | 02.11.1989 | Прага      |                 | Чехословаччина | 2:1     | Бякін, Каменський — Павлас                                                                   |
| 12 | 07.12.1989 | Цуг        |                 | Швейцарія      | 6:0     | Чистяков (2), Каменський, Хомутов, Ковальов, Торгаєв                                         |
| 13 | 09.12.1989 | Біль       |                 | Швейцарія      | 7:3     | Каменський, Христич, Ломакін (2), Малахов, Масленников, Шипіцин — Тон, Брасі                 |

За національну збірну на чемпіонатах світу:
| Рік    | Команда  | Турнір | Місце  |    | І | Г | П | О  | ШХ |
| ------ | -------- | ------ | ------ | -- | - | - | - | -- | -- |
| 1999   | Білорусь | ЧС     | 9-е    | 6  | 0 | 1 | 1 | 8  |    |
| 2000   | Білорусь | ЧС     | 9-е    | 6  | 0 | 1 | 1 | 2  |    |
| Усього | Усього   | Усього | Усього | 12 | 0 | 2 | 2 | 10 |    |